# أنتوني كوك (لاعب كرة قدم)
أنتوني كوك (بالإنجليزية: Anthony Cook)‏ (9 أغسطس 1989 في المملكة المتحدة - ) هو لاعب كرة قدم بريطاني في مركز الدفاع. لعب مع إبسفليت يونايتد ونادي بروملي وبرينتري تاون ونادي تشيلمسفورد وكارشالتون أثلتيك وداغنهام وريدبريدج وCroydon Athletic F.C. ‏ وكونكورد رينجرز.

## وصلات خارجية
- أنتوني كوك على موقع قاعدة بيانات كرة القدم.إي يو (الإنجليزية)
- أنتوني كوك على موقع Soccerbase.com (لاعب) (الإنجليزية)